# 2NE1 (миниалбум от 2009)
2NE1 или Първи миниалбум е едноименен албум на едноименната група 2NE1. Продуценти на албума са Теди Пак и Стони Стънк, които работят по повечето от песните на групата.
Първият реализиран сингъл е „Lollipop“, в който участва и групата Биг Бенг. Видеоклипа е реализиран на 28 март и песента рекламира модел телефон на LG Cyon phone. Дебютния сингъл „Fire“ излиза на 6 май 2009 в две версии на клипа и веднага оглавява класациите в Южна Корея, а последвалият „I Don't Care“ става още по-голям хит и е един от най-продаваните корейски сингли.

## Издаване
Миниалбума е издаден седем дни след пускането на всички реализирани сингли онлайн и продава общо над 140 хиляди копия.
Песента „Lollipop“ е издадена първа и заедно с Биг Бенг рекламират новия модел телефони на LG. Въпреки че сингъла не е промотиран става хит и оглавява класацията „Гаон“ за четири последователни седмици. „Lollipop“ е римейк на песента със същото заглавие от дуото „Ronald & Ruby“. Клипа на песента започва като Пак Сандара започва да пее „Lolli Oh Lollipop“ няколко пъти, а после Джи-Драгън я прекъсва с думите „Nah! That' not how we do it.“. Започва хип-хоп звученето на песента, което подсказва по-нататъчното звучене на 2NE1 като група.
Дебютния сингъл на групата Fire излиза на 6 май 2009 г. Песента веднага започва да придобива популярност в сайта Ютюб като двете версии на клипа-„улична“ и „космическа“ достигат един милион гледания за ден. Първото изпълнение на песента на живо е по „Инкигайо“, а изпълнението им е забелязано от популярния американски блогър Перез Хилтън, който публикува изпълнението им в личниа си блог. Клипа към песента печели награда „МАМА“(Mnet Asian Music Awards) за видео на годината.
Третата песен от първия мини албум на групата I don't care добива още по-голяма полулярност, а стила на песента е коренно различен от Fire, като според президента на YG Entertainment Янг Хьон-сок сингъла показва една по-нежна страна от групата. I don't care продава около 4,5 милиона копия и става една продаваните песни в Южна Корея за всички времена. С I don't care групата печели още една награда от МАМА, този път за песен на годината. Групата включва песента в първия си студиен албум To anyone, но във версия реге ремикс. През 2014 година групата я пее в турнето си All or nothing в рок версия.

## Списък с песните
1. „Fire“ – 3:43
2. „I Don't Care“ – 3:59
3. „In the Club“ – 3:45
4. „Let's Go Party“ – 3:48
5. „Pretty Boy“ – 3:25
6. „Stay Together“ – 3:44
7. „Lollipop“ (Биг Бенг) – 3:05

## Продажби
| Заглавие     | Брой продадени копия |
| ------------ | -------------------- |
| I don't care | 4,5 милиона копия    |
| Fire         | 4 милиона копия      |
| Lollipop     | 3,3 милиона копия    |